# Lichuan (Fuzhou)
Der Kreis Lichuan (chinesisch 黎川县, Pinyin Líchuān Xiàn) ist ein Kreis in der chinesischen Provinz Jiangxi. Er gehört zum Verwaltungsgebiet der bezirksfreien Stadt Fuzhou. Der Kreis hat eine Fläche von 1.729 Quadratkilometern und zählt 230.086 Einwohner (Stand: Zensus 2010). Sein Hauptort ist die Großgemeinde Rifeng (日峰镇).

## Administrative Gliederung
Auf Gemeindeebene setzt sich der Kreis aus sechs Großgemeinden und acht Gemeinden zusammen. 